# Göran Arnberg (fotbollsspelare)
Lars Göran Mikael Arnberg, född 1 augusti 1957 i Borlänge, är en svensk före detta fotbollsspelare.
Göran Arnberg representerade IK Brage och var uttagen i den svenska truppen till OS 1988 i Seoul. Arnberg gjorde 1 "riktig" A-landskamp, år 1981. Han har långt upp i åren fortsatt som fotbollsspelare, och har då representerat Bullermyrens IK.
Arnberg är den spelare som gjort flest A-lagsmatcher, 536, för IK Brage. 

### Webbkällor
- Profil på sports-reference.com
- Göran Arnberg på IK Brages officiella hemsida